# La Madriguera
Pour plus de détails, voir Fiche technique et Distribution.
La Madriguera est un film espagnol réalisé par Carlos Saura, sorti en 1969.

## Synopsis
Teresa et Pedro mènent une vie assez conventionnelle, il est cadre dans l'automobile, elle fait du shopping avec ses amies et se fait belle pour son mari. Ils sont heureux, jusqu'à ce qu'arrivent dans la maison des meubles de la famille de Teresa à la suite d'un héritage. Peu à peu, les meubles vont encombrer la maison et le passé de Teresa va refaire surface…

## Fiche technique
- Titre original : La Madriguera
- Réalisation : Carlos Saura
- Scénario : Rafael Azcona, Geraldine Chaplin, Carlos Saura
- Direction artistique : Emilio Sanz de Soto
- Décors : Emilio Sanz
- Photographie : Luis Cuadrado
- Montage : Pablo G. del Amo
- Musique : Luis de Pablo
- Production : Elías Querejeta
- Société de production : Delta Films, Elías Querejeta Producciones
- Société de distribution : Delta Films
- Pays de production :  Espagne
- Langue originale : espagnol
- Format : couleur (Eastmancolor) — 35 mm — son Mono
- Genre : drame
- Durée : 102 minutes
- Dates de sortie : 
  - Allemagne : juin 1969 (Festival de Berlin)
  - Espagne : 14 juillet 1969

## Distribution
- Geraldine Chaplin : Teresa
- Per Oscarsson : Pedro
- Teresa del Río : Carmen
- Julia Peña : Águeda
- Emiliano Redondo : Antonio
- María Elena Flores : Rosa
- Gloria Berrocal : la tante

## Distinctions

### Nominations
- Festival de Berlin : nomination pour l'Ours d'or

## Autour du film
La maison où vivent les personnages principaux et où se déroule la majeure partie du film est située à Somosaguas (Madrid) et s'appelle Casa Carvajal. Elle a été construite par l'architecte Javier Carvajal Ferrer comme résidence pour sa famille, dans un style brutaliste.